# Elliot Barnes-Worrell

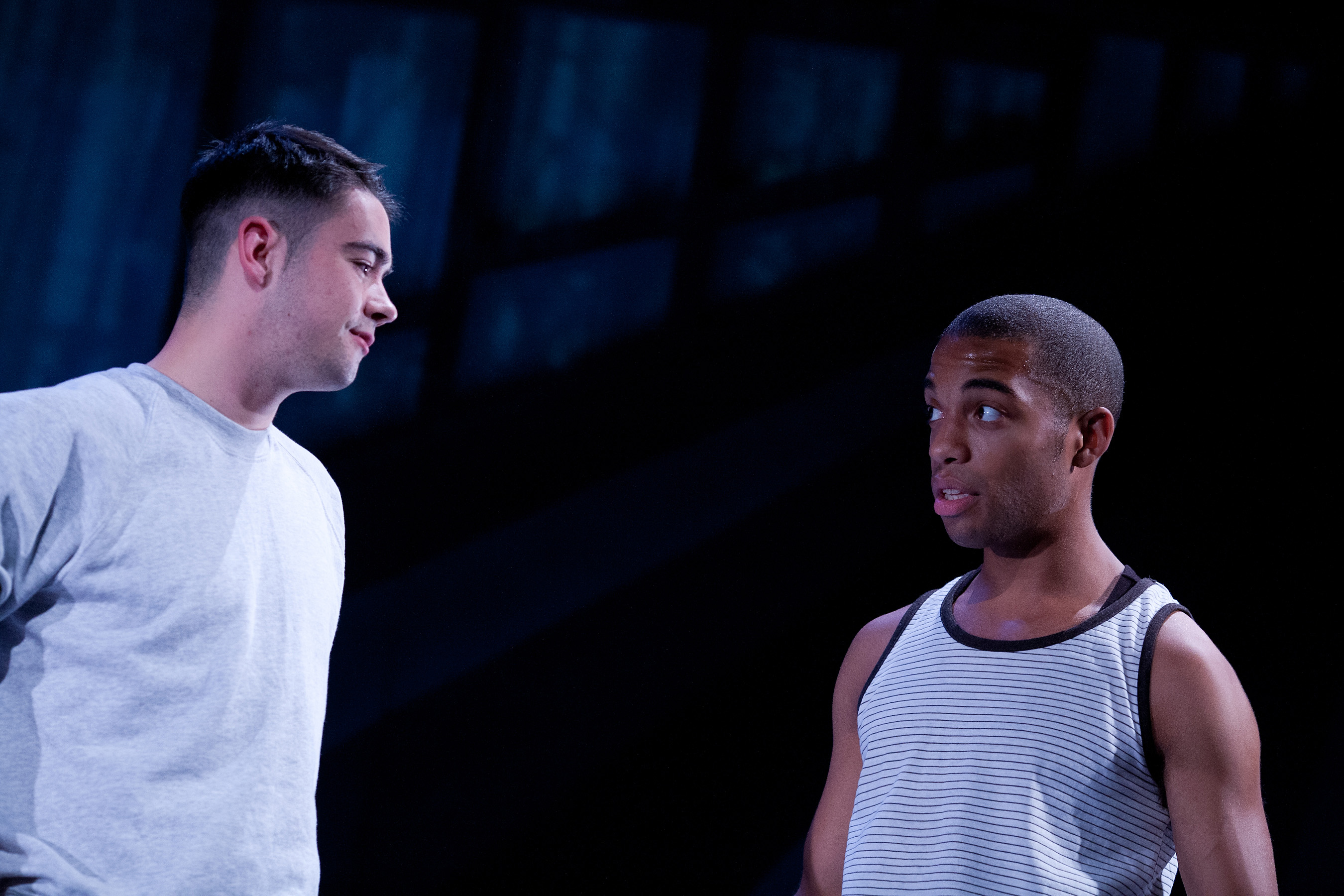
Jack McMullen und Elliot Barnes-Worrell, 2012

Elliot Barnes-Worrell (* im März 1991) ist ein englischer Theater- und Filmschauspieler, Dichter und Regisseur.

## Leben und Karriere
Elliot Barnes-Worrell wuchs in Peckham im London Borough of Southwark auf. Sein Vater ist der aus Westindien stammende Autor, Regisseur und Komponist Trix Worrell.
Als er künstlerisch noch als Rapper unterwegs war, besuchte er eine Hamlet-Aufführung im Ovalhouse (Off West End), in der ein Schauspieler mit schwarzer Hautfarbe den Hamlet spielte. Daraufhin wurde er zu einem regelmäßigen Theatergänger. Er begann eine Ausbildung als Schauspieler an der BRIT School und wechselte dann zur Central School of Speech and Drama, wo er sein Studium abschloss, nachdem er dort den Sir John Gielgud Award gewonnen hatte.
2012 wurde er mit dem Alan Bates Award des Actors Centre ausgezeichnet.
Nach kleineren Rollen in Fernsehproduktionen (Dog Endz, 2009) und (Doctor Who, 2012) erhielt er ein Engagement bei der Royal Shakespeare Company. In der Neuinszenierung von Heinrich IV. Teil 1 und Teil 2 innerhalb einer Inszenierung der so genannten Lancaster-Tetralogie durch Gregory Doran spielte er die Rollen von Prince John bzw. von Francis. Premiere war in Stratford-upon-Avon. Nach Gastspielen an mehreren englischen Theatern endete die Tournee am Londoner Barbican Centre. 2015 spielte er an der Seite von Ralph Fiennes in Shaws Stück „Man and Superman“ am Londoner Lyttleton Theatre.
Im April 2017 spielte er bei Andrew Scotts Debüt am Almeida Theatre als Hamlet die Rolle des Horatio. Ebenfalls 2017 am Almeida trat er in einer Rolle in der Uraufführung von Christopher Shinns Stück Against auf.
Seine erste Regiearbeit mit einem professionellen Filmteam war der Kurzfilm The Works. Das Textbuch zum Film entwickelte er auf der Grundlage von Shakespeares Stücken, alle Dialoge sind aus wörtlichen Shakespeare-Zitaten zusammengesetzt.
Elliot Barnes-Worrell rezitiert sein Gedichte überall in London. Seine Poesie hat gesellschaftliche Stereotype, Klassenunterschiede, Sexualität und Religion zum Thema.

## Filmografie (Auswahl)
- 2013: Agatha Christie’s Poirot, Fernsehserie (1 Episode)
- 2013: Royal Shakespeare Company: Richard II, Fernsehfilm
- 2014: Royal Shakespeare Company: Henry IV Part I
- 2014: Royal Shakespeare Company: Henry IV Part II
- 2016: Jericho, Fernsehserie (5 Episoden)
- 2016: Bloke Fears, Kurzfilm; Regie, Drehbuch
- 2016: The Works Kurzfilm; Regie, Drehbuch und Hauptrolle
- 2018: VS., Spielfilm
- 2020–2023: Kommissar Van der Valk (6 Episoden)
- 2020: Die fantastische Reise des Dr. Dolittle (Dolittle)
- 2023: The Killing Kind, Fernsehserie (6 Episoden)